# Aizoaceae
Las aizoáceas (Aizoaceae)  son una familia de hierbas o subarbustos perteneciente al orden Caryophyllales.

## Descripción
Son plantas herbáceas o subarbustivas, con hojas enteras y opuestas, a menudo carnosas. La mayoría de los miembros de Aizoaceae son xerófitos, o sea, plantas adaptadas a soportar largos periodos de sequía, por lo que están bien representadas en las zonas desérticas. Muchas de las especies de esta familia exhiben una reducción foliar para evitar la excesiva transpiración, como una adaptación a las condiciones xéricas. 
Muchas especies también presentan una abundante cantidad de cristales de calcio bajo la epidermis, los cuales forman una capa cristalina de carácter protector frente a la insolación.
Las flores son apétalas pero poseen numerosos estaminodios,  generalmente vivamente coloreados, con apariencia de corola petaloide; son hermafroditas y son polinizadas por insectos. Con 4-5 o más estambres  funcionales, gineceo de ovario súpero, medio o ínfero con 1 a 20 carpelos. El fruto es una cápsula dehiscente, llamada nuez o núcula.

## Taxonomía
La familia comprende unas 1100 especies repartidas en 126 géneros, los que a su vez se hallan distribuidos en 5 subfamilias: 

### Subfamilias
- Aizooideae
- Sesuvioideae
- Tetragonioideae
- Mesembryanthemoideae
- Ruschioideae

### Géneros
- Acrodon
- Acrosanthes
- Aethephyllum
- Aizoanthemum
- Aizoön
- Aloinopsis
- Amphibolia
- Antigibbaeum
- Antimima
- Apatesia
- Aptenia
- Arenifera
- Argyroderma
- Aspazoma
- Astridia
- Bergeranthus
- Berresfordia
- Bijlia
- Braunsia
- Brownanthus
- Carpanthea
- Carpobrotus
- Carruanthus
- Caryotophora
- Cephalophyllum
- Cerochlamys
- Chasmatophyllum
- Cheiridopsis
- Circandra
- Cleretum
- Conicosia
- Conophytum
- Corpuscularia
- Cylindrophyllum
- Cypselea
- Dactylopsis
- Delosperma
- Dicrocaulon
- Didymaotus
- Dinteranthus
- Diplosoma
- Disphyma
- Dorotheanthus
- Dracophilus
- Drosanthemopsis
- Drosanthemum
- Eberlanzia
- Ebracteola
- Enarganthe
- Erepsia
- Esterhuysenia
- Faucaria
- Fenestraria
- Frithia
- Galenia
- Gibbaeum
- Glottiphyllum
- Gunniopsis
- Hallianthus
- Hereroa
- Herreanthus
- Hymenogyne
- Imitaria
- Jacobsenia
- Jensenobotrya
- Jordaaniella
- Juttadinteria
- Khadia
- Lampranthus
- Lapidaria
- Leipoldtia
- Lithops
- Machairophyllum
- Malephora
- Mesembryanthemum
- Mestoklema
- Meyerophytum
- Mitrophyllum
- Monilaria
- Mossia
- Muiria
- Namaquanthus
- Namibia
- Nananthus
- Nelia
- Neohenricia
- Octopoma
- Odontophorus
- Oophytum
- Ophthalmophyllum
- Orthopterum
- Oscularia
- Ottosonderia
- Phyllobolus
- Pleiospilos
- Plinthus
- Polymita
- Psammophora
- Pseudobrownanthus
- Psilocaulon
- Rabiea
- Rhinephyllum
- Rhombophyllum
- Ruschia
- Ruschianthemum
- Ruschianthus
- Saphesia
- Schlechteranthus
- Schwantesia
- Scopelogena
- Sesuvium
- Skiatophytum
- Smicrostigma
- Stayneria
- Stoeberia
- Stomatium
- Synaptophyllum
- Tanquana
- Tetragonia
- Titanopsis
- Trianthema
- Trichodiadema
- Vanheerdea
- Vanzijlia
- Wooleya
- Zaleya
- Zeuktophyllum